# Teorema do ponto fixo de Brouwer

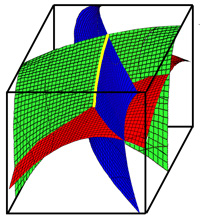
representação gráfica do Teorema do ponto fixo de Brouwer

Em matemática, sobretudo na análise funcional, o teorema do ponto fixo de Brouwer é um resultado sobre a existência de pontos fixos. Recebe o nome do matemático holandês Luitzen Egbertus Jan Brouwer.
O teorema de Brouwer é muito útil para compreensão da topologia dos espaços euclidianos. É também o ponto de partida para a demonstração de outros teoremas do o teorema do ponto fixo de Schauder e o teorema do ponto fixo de Schaefer.

## Enunciado
Seja {\displaystyle D\,} a bola unitária fechada em {\displaystyle \mathbb {R} ^{n}\,} e {\displaystyle f:D\to D\,} uma função contínua. Então existe um ponto fixo {\displaystyle x\in D\,}, ou seja:
{\displaystyle f(x)=x\,}

## Observações
- O conjunto {\displaystyle D\,} pode ser substituído por qualquer outro conjunto fechado, limitado e convexo.
- Não se faz nenhuma exigência quanto ao fato de {\displaystyle f\,} ser injetiva ou sobrejetiva.
- Este é um teorema de existência pura, ao contrário do teorema do ponto fixo de Banach que possui uma prova construtiva.

## Caso trivial em uma dimensão
Seja {\displaystyle f:[-1,1]\to [-1,1]\,} contínua, então a função {\displaystyle g:=f(x)-x\,} também é contínua. Ainda:
{\displaystyle g(-1)=f(-1)+1\geq -1+1\geq 0\,}
{\displaystyle g(+1)=f(+1)-1\leq +1-1\leq 0\,}
Portanto existe pelo menos um ponto {\displaystyle x\in [-1,1]\,} tal que {\displaystyle g(x)=0\,} pelo teorema do valor intermediário. O que implica {\displaystyle f(x)-x=0\,} e o resultado segue.